# 段文龙
段文龙（1965年7月—），男，汉族，辽宁凌海人，中华人民共和国政治人物。大学学历，法学硕士学位。现任河南省人民检察院检察长。

## 生平
1986年毕业于吉林大学法律系法律专业，同年7月进入辽宁省人民检察院工作。1991年6月加入中国共产党。2011年，任辽宁省丹东市人民检察院检察长。
2017年，任辽宁省沈阳市中级人民法院院长。
2020年11月，任辽宁省高级人民法院副院长、审判员。
2021年5月，任河南省人民检察院党组书记、检察长。